# 소후

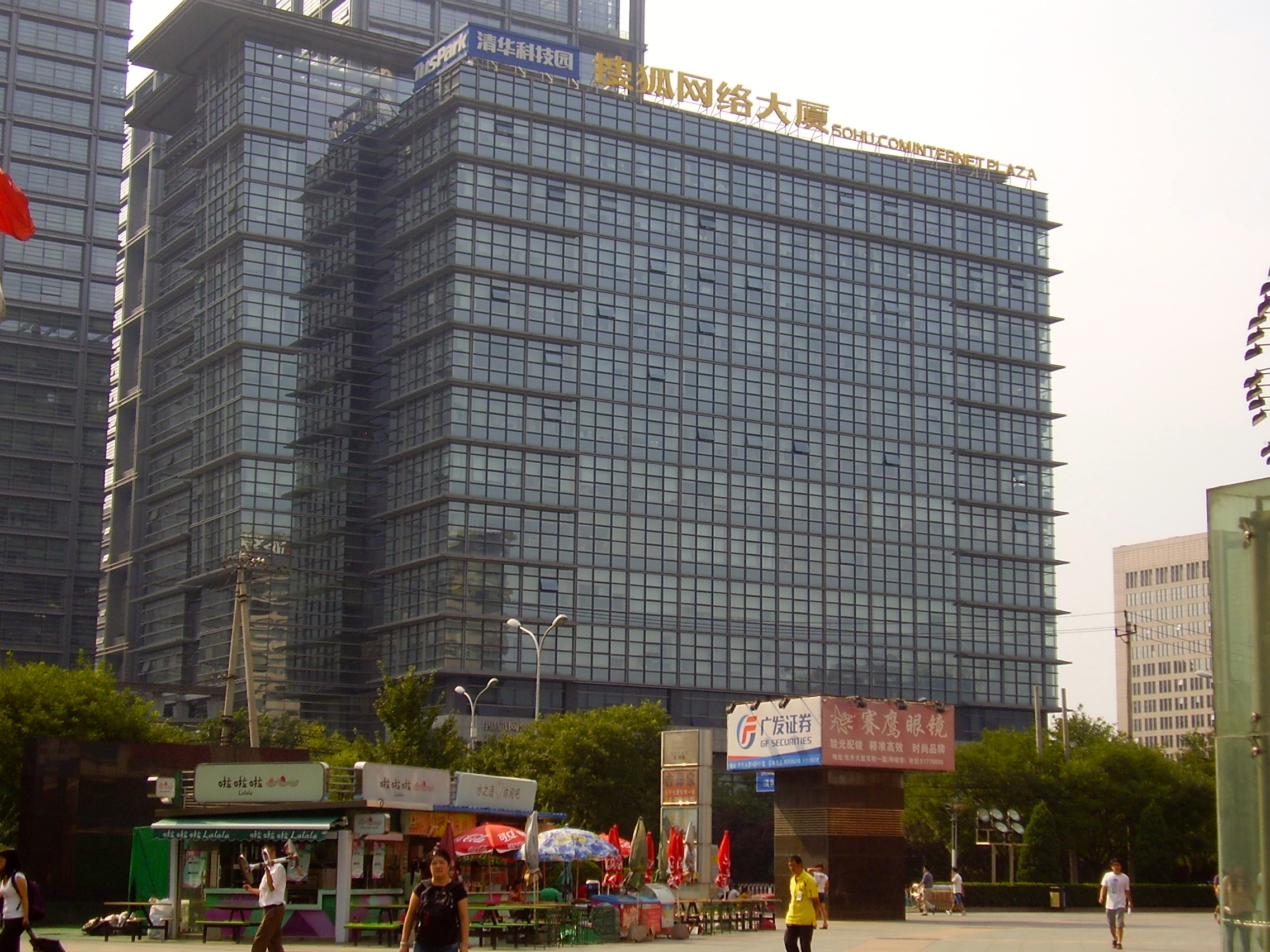

소후(Sohu, 중국어: 搜狐)는 베이징 하이뎬구에 본사가 있는 중국의 인터넷 기업이다. 중국의 포털 사이트 가운데 하나로서 1998년 2월 25일 설립되었다.